# Prinsessan Liu Yan
Liu Yan (館陶公主), personligt namn Piao (嫖), även kallad prinsessan Guantao, född cirka 189, död cirka 116 f.Kr., var en kinesisk prinsessa, dotter till kejsar Han Wendi och Dou (Han Wendi) och syster till kejsar Han Jingdi. Hon var svärmor till sin brorson, kejsar Han Wudi. Hon är känd för sitt uppmärksammade förhållande med älskaren Dong Yan.

## Biografi
Liu Yan gifte sig med markis Tangyi (陳午; d. 130 f.Kr.) och fick tre barn, två söner och dottern Chen Jiao. Hennes far avled år 157 och efterträddes av hennes bror. Hon kvarblev i kejsarpalatset under sin mor änkekejsarinnans överinseende. Hon beskrivs som bortskämd av sin mor och ska länge ha levt ett passivt liv.
Under sin brors regeringstid ska hon ha försökt delta i politiken genom sin dotters värde på den dynastiska äktenskapsmarknaden, och när dottern blev gift med hennes brorson fick hon en ännu mer framskjuten position i palatsets hierarki, som kronprinsens faster och svärmor.
Liu Yans bror avled 141, och hon blev därmed kejsarinnans mor och kejsarens svärmor. Hon ska aldrig på allvar ha deltagit i statens affärer eller använt sin höga position för något politiskt syfte, men hon var en viktig figur i hovlivet. Under sina senare år, från 129 och framåt, väckte hon stort uppseende genom sitt förhållande med en vacker ung älskare, Dong Yan, son till en pärlförsäljerska, som hon gav stora summor pengar, något som var en skandal på sin tid.